# Thymus × citriodorus
Thymus × citriodorus je rostlina, vytrvalá bylina z čeledě hluchavkovité (Lamiaceae). Kvete v červnu až srpnu. Druh je pěstován jako okrasná rostlina na zahradních záhonech nebo ve skalkách, suchých zídkách.

## Taxonomie
Jde rostlinu, která je někdy považována za křížence Další zdroje uvádí křížence jako samostatný druh popsaný v 19. století.
EPPO kód pro tento taxon uvádí označení THYCI.

## Synonyma
Biolib.cz a jiné zdroje uvádí synonymum T. pulegoides × T. vulgaris.

## Stanoviště
Roste na slunných, sušších, propustných půdách. Množení semeny,řízky.